# تاکاهاشی ماناتو
تاکاهاشی ماناتو (انگلیسی: Takahashi Manato؛ زادهٔ) بازیکن فوتبال اهل ژاپن است.